# Home Free
Home Free ist eine US-amerikanische a-cappella-Gruppe, die 2001 von Chris Rupp in Mankato, Minnesota gegründet wurde. Ihr Schwerpunkt liegt auf dem Genre Country. Sie besteht aus den fünf Sängern Adam Bastien (Tenor), Rob Lundquist (Tenor), Adam Rupp (Beatboxer, Tenor), Tim Foust (Bass) und Adam Chance (Bariton/Bassbariton). Die Gruppe gewann 2013 die vierte Staffel der Castingshow The Sing-Off bei NBC.

## Geschichte

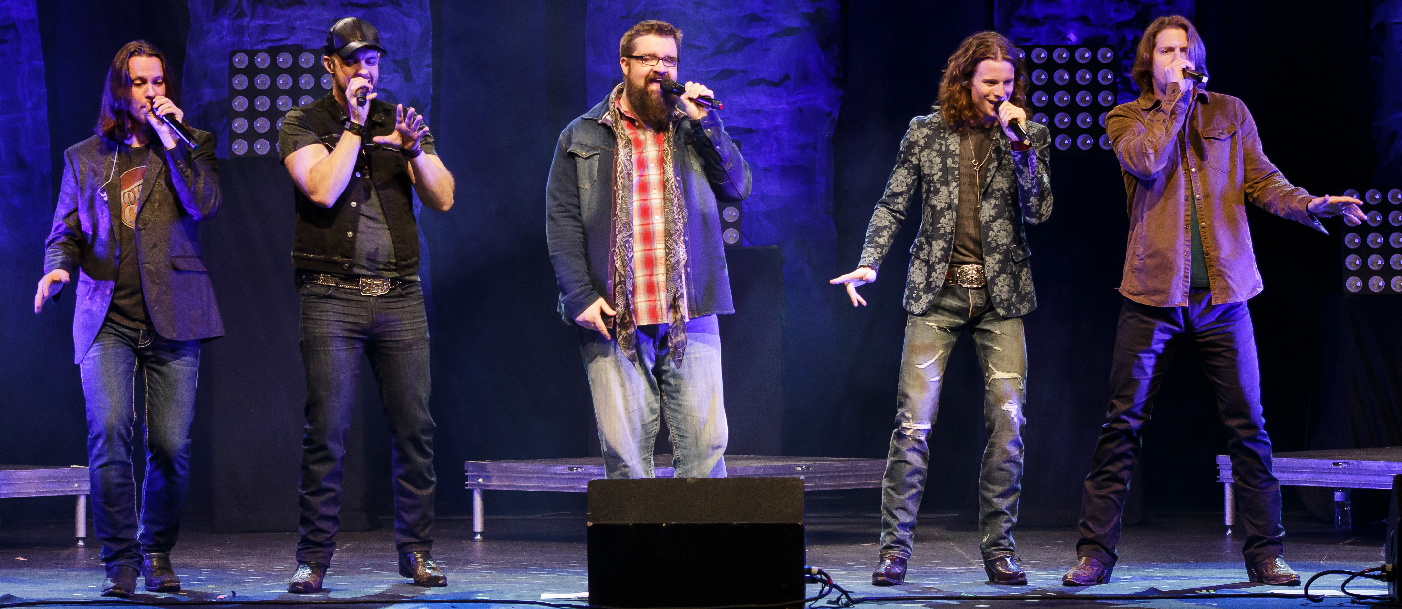
Home Free, 2015

Home Free wurde im Jahr 2000 von Chris und Adam Rupp in Mankato (Minnesota) für die Teilnahme einer kirchlichen „Talentshow“ gegründet. Neben den beiden Brüdern waren zunächst Darren Scruggs, Matt Atwood und Dan Lemke Mitglieder der Band. Daraus entstand die A-cappella-Gruppe Home Free als langfristiges Projekt. Die Brüder Rupp und Matt Atwood blieben lange der Kern der Gruppe, während die restlichen Mitglieder teilweise schnell wechselten. Ab 2007 konnten die Sänger Home Free zum Vollzeit-Beruf machen. Für längere Zeit hatte die Band jedoch das Problem, ein Vollzeit-Mitglied zu finden, das die Bassstimme übernimmt, weswegen 2007 vorerst Chris Foss der Gruppe zeitweise beitrat. Im September 2008 schloss sich Elliott Robinson an, der dann im Juni 2009 durch Troy Horne ersetzt wurde. Dieser verließ die Band allerdings schon nach kurzer Zeit wieder, um zu The House Jacks zurückzukehren. Im Anschluss daran sang Tim Foust als Gast auf ihrer Tour 2010 mit.
Zu diesem Zeitpunkt strebte Foust selbst eine Karriere als Singer-Songwriter für Country-Musik an, weswegen er noch nicht bereit war, sich Home Free in Vollzeit anzuschließen, was er zwei Jahre später im Januar 2012 dann aber doch tat. Während dieser Zeit übernahm ab 2011 Matthew Tuey ersatzweise die Bassstimme.
Zu der Zeit, in der Foust der Gruppe in Vollzeit beigetreten war, arbeitete Austin Brown auf einem Kreuzfahrtschiff der Royal Caribbean Group als Sänger. Home Free nahmen als Gastgruppe an einer Kreuzfahrt teil, wodurch sie Brown kennenlernten. Dieser teilte ihnen mit, dass er daran interessiert wäre, in der Gruppe mitzusingen, wenn sie eine weitere Stimme benötigten. Gegen Ende des Jahres 2012 erwartete Matt Atwood sein erstes Kind. Er bemerkte, dass der Tourplan der Gruppe nicht mit seinen familiären Umständen zu vereinbaren war und verließ Home Free deswegen wenig später.
Infolgedessen fragte die Band Brown als Lead-Tenor an, welcher im Oktober 2012 seine erste Show mit Home Free absolvierte. Im Januar 2013 trat er der Band dann in Vollzeit bei. Im selben Jahr gewann die Gruppe die vierte Staffel von The Sing-Off des Senders NBC. Sie sangen dabei ein Arrangement von Hunter Hayes I Want Crazy als ihren letzten Wettbewerbsbeitrag und erhielten 100.000 US-Dollar und einen Plattenvertrag mit Sony Music Entertainment. Ihr erstes Album veröffentlichte Home Free im Februar 2014 digital unter dem Major-Label Crazy Life.
2015 hatten sie einen Gastauftritt auf Kenny Rogers’ Album Once Again It's Christmas beim Song Children Go Where I Send Thee, wovon im November 2015 auch ein Musikvideo veröffentlicht wurde. Im März 2016 wurde bekanntgegeben, dass Chris Rupp zukünftig eine Solokarriere verfolgen werde und nicht mehr länger ein Mitglied von Home Free sein werde. Er wurde im Mai durch Adam Chance ersetzt, der bis dahin in der Band Street Corner Symphony tätig war.
2016 veröffentlichte Home Free eine Neuauflage des Albums Full of Cheer aus dem Jahr 2014 unter dem Namen Full of (Even More) Cheer, das mit 16.000 verkauften Exemplaren den zweiten Platz der Country-Charts erreichte. 2017 folgte das Album Timeless, das ebenfalls Platz drei der Country-Charts erreichte. 2019 wurde das Album Dive Bar Saints veröffentlicht, das bis auf Platz vier kam. Im November 2020 veröffentlichte Home Free das Album Warmest Winter, das Platz 37 belegte.
Im Jahr 2024 verließ Tenor Austin Brown die Band und wurde durch Adam Bell-Bastien (kurz Adam Bastien) ersetzt.

## Musikalischer Hintergrund
Alle fünf Sänger haben eine musikalische Ausbildung bzw. ein Studium. Rob Lundquist und Adam Rupp haben einen Bachelor-Abschluss in Musik, während Tim Foust und Austin Brown sehr aktiv hinsichtlich der Arrangements und des Schreibens sind. Die Gruppe besteht grundsätzlich aus einem Lead-Tenor, zwei Harmoniestimmen und einem Bass. Der erste Tenor, der meist die Soli singt und die Gruppe damit anführt, ist Austin Brown. Danach kommen die beiden Harmoniestimmen, die im Tenor von Rob Lundquist und im Bariton von Adam Chance gesungen werden. Tim Foust singt als harmonisches Fundament den Bass, wobei Bass und Bariton gelegentlich zwischen Foust und Chance wechseln. Daneben liefert Adam Rupp zu diesen Stimmen die Percussion-Sounds.
Bevor Foust der Gruppe beitrat, hatte sie in vielen Stilrichtungen gesungen, von denen Country nur eine untergeordnete war. Mit der Zeit fokussierte sich die Band wegen der positiven Reaktion des Publikums nach und nach auf Country-Musik. Die Gruppe sang vor der Zeit von Brown und Foust dreimal bei The Sing-Off vor, wurden aber nicht genommen. Bei der vierten Staffel trat sie bewusst als Country-Gruppe auf, was laut Brown die Aufmerksamkeit des Casting-Direktors auf sich gezogen habe, der sagte: „You guys really fit something we don’t have“ (engl. „Ihr passt wirklich zu etwas, das wir nicht haben“).

## Aktuelle Mitglieder

### Austin Brown

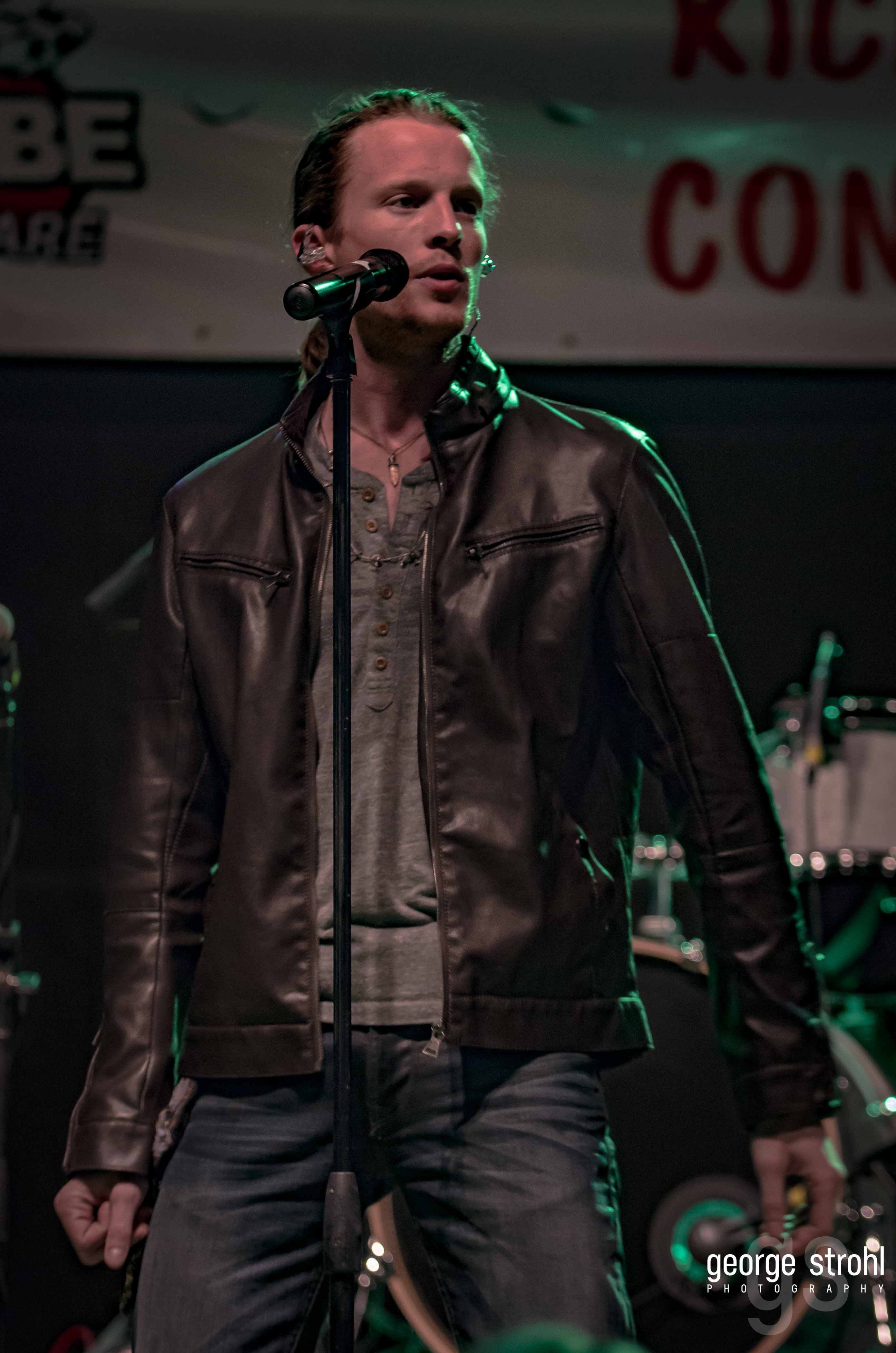
Austin Brown 2015

Austin Brown (* 22. Mai 1986 in Tifton, Georgia; bürgerlich Matthew „Austin“ Brown) wuchs in Tifton, Georgia auf und besuchte später die Baldwin High School, nachdem er mit seinem Vater nach Milledgeville zog. Er trat der Gruppe im Jahr 2013 bei und singt in der Stimmlage des ersten Tenors. Er spielt außerdem die Instrumente Klavier und Gitarre.

### Rob Lundquist

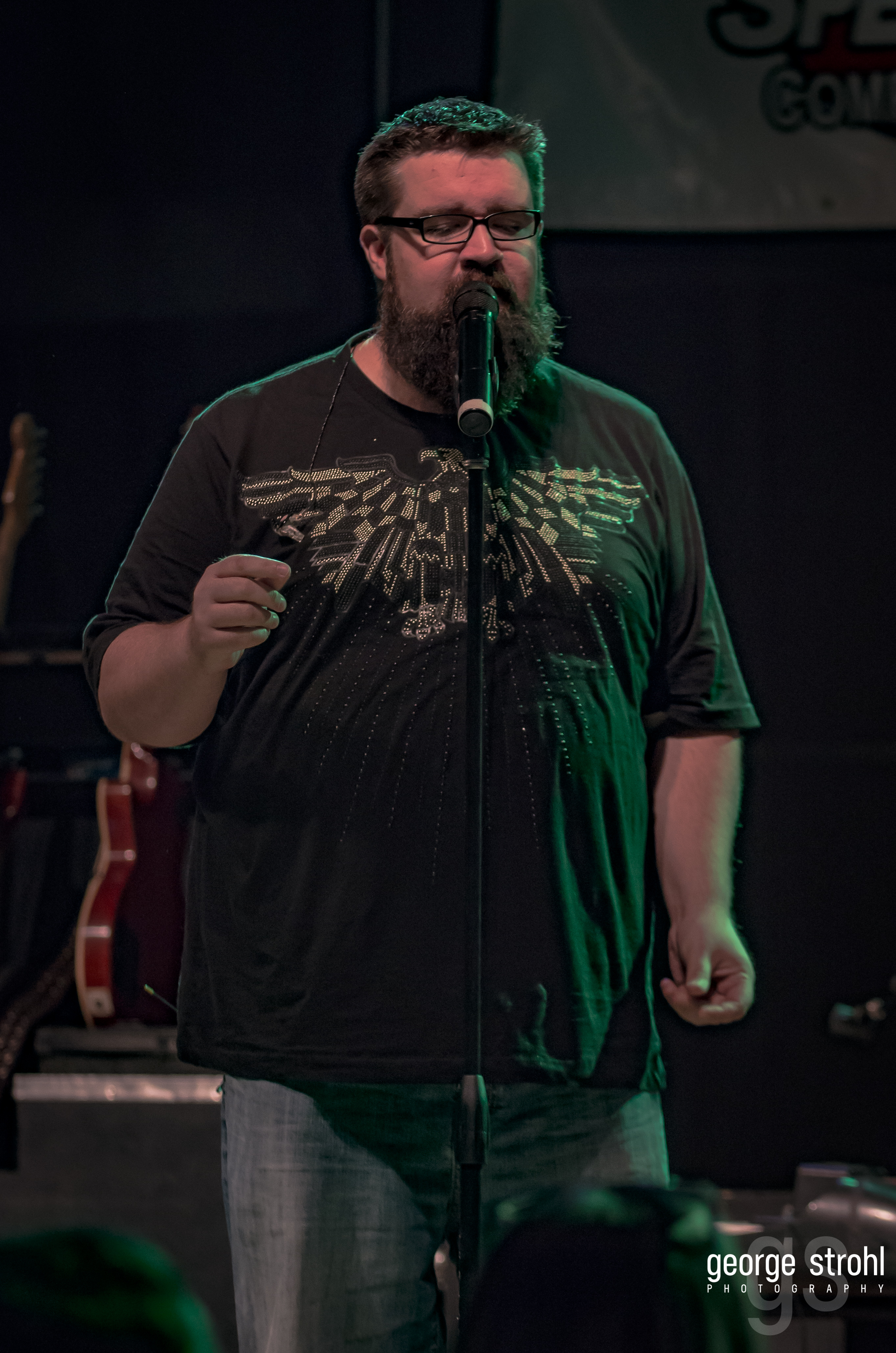
Rob Lundquist 2015

Rob Lundquist (* 2. Juni 1983 in Minneapolis, Minnesota; bürgerlich Robert Charles Lundquist) besuchte die University of Minnesota Duluth und schloss dort ein Musikstudium mit dem Bachelortitel ab, bevor er eine Zeit lang als Barkeeper tätig war. 2008 trat er der Home Free bei und singt die Stimme des zweiten Tenors.

### Adam Chance

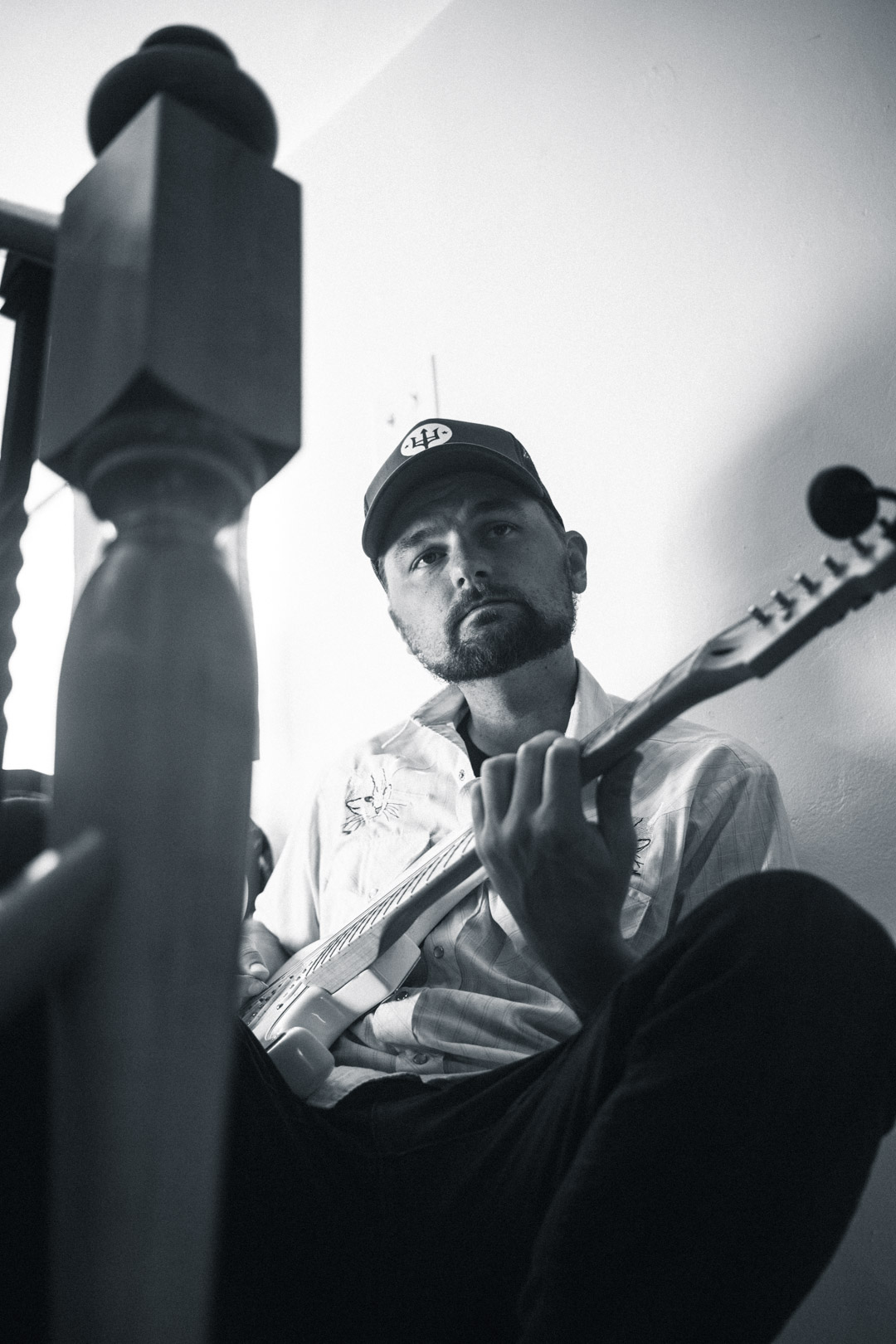
Adam Chance 2019

Adam Chance (* 24. Mai 1984 in Mobile, Alabama; bürgerlich Adam Chance Ray) war Mitglied einer Blaskapelle an der Baldwin County High School, an der er 2002 seinen Abschluss machte. Danach besuchte er die University of Alabama und war dort Mitglied des Chors der Universität. Später trat er der Band Street Corner Symphony bei, bei der er den Bass sang, bevor er schlussendlich Home Free im Jahr 2016 beitrat, nachdem Chris Rupp die Band verließ. Bei Home Free singt er in der Stimmlage des Bariton. Des Weiteren spielte er die Musikinstrumente Gitarre, Mandoline, Banjo und Saxophon.

### Tim Foust

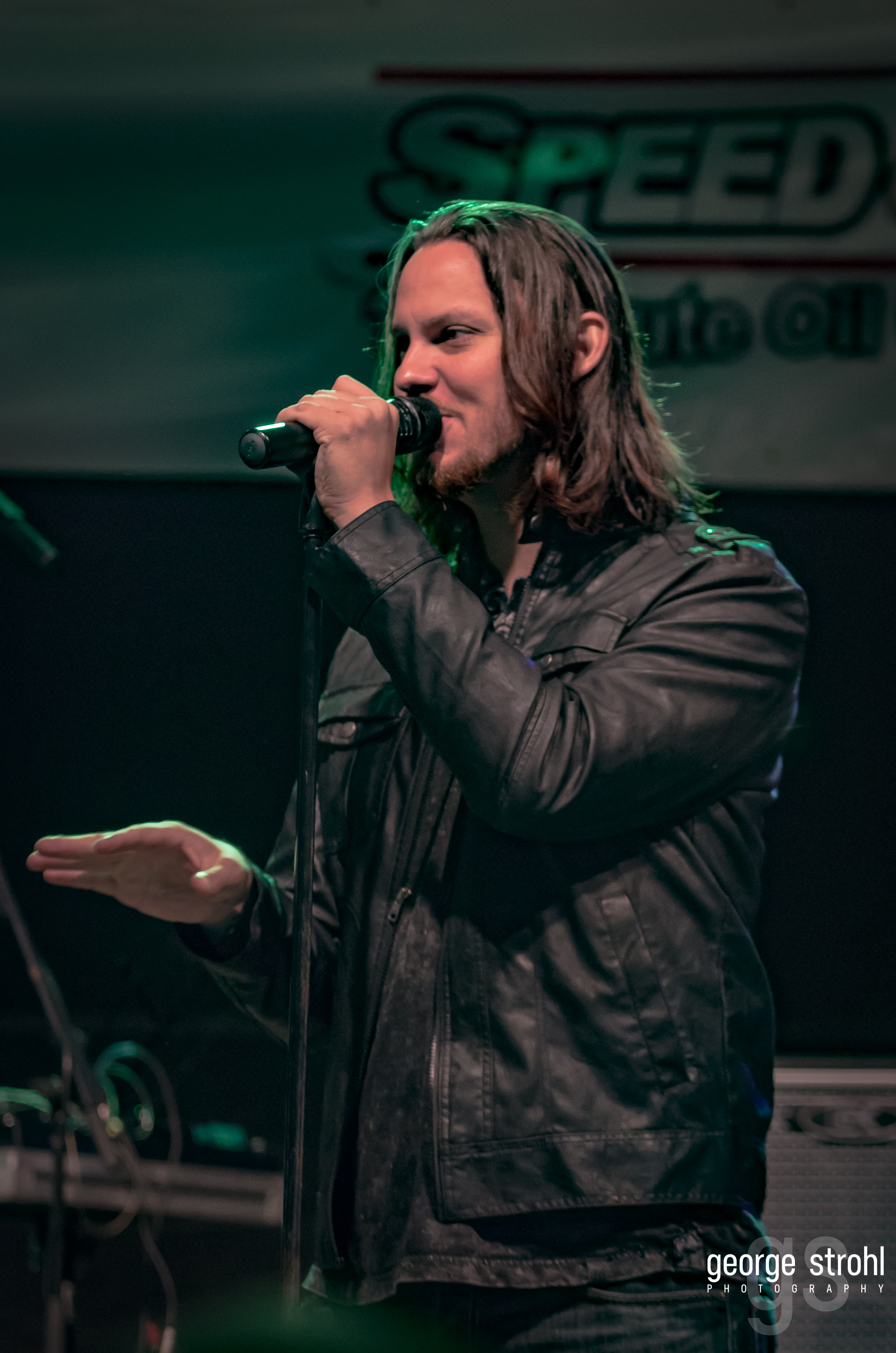
Tim Foust 2015

Tim Foust (* 19. Juli 1981 in Lubbock, Texas) wuchs in Nederland, einer Stadt in Jefferson County, auf. Dort besuchte er die Highland Park Elementary School, die Central Middle School und die Nederland High School. Später besuchte er dann die Lamar University, um ein Studium als Zahnmediziner bzw. Kieferorthopäde zu absolvieren, als er seine Neigung zur Musik entdeckte und deswegen das Studium abbrach.
2010 wurde er zum Gastsänger bei Home Free, als die Band Schwierigkeiten hatte, einen Bass zu finden, bevor er 2012 dann endgültig zu einem festen Mitglied der Gruppe wurde. Bevor er bei Home Free war, sang er in den Bands Blue Jupiter und Ball In The House mit. Auch ist Foust teilweise allein als Musiker auf vielen Streamingplattformen tätig. Bekannt ist er insbesondere durch seinen großen Stimmumfang von 5 Oktaven.

### Adam Rupp

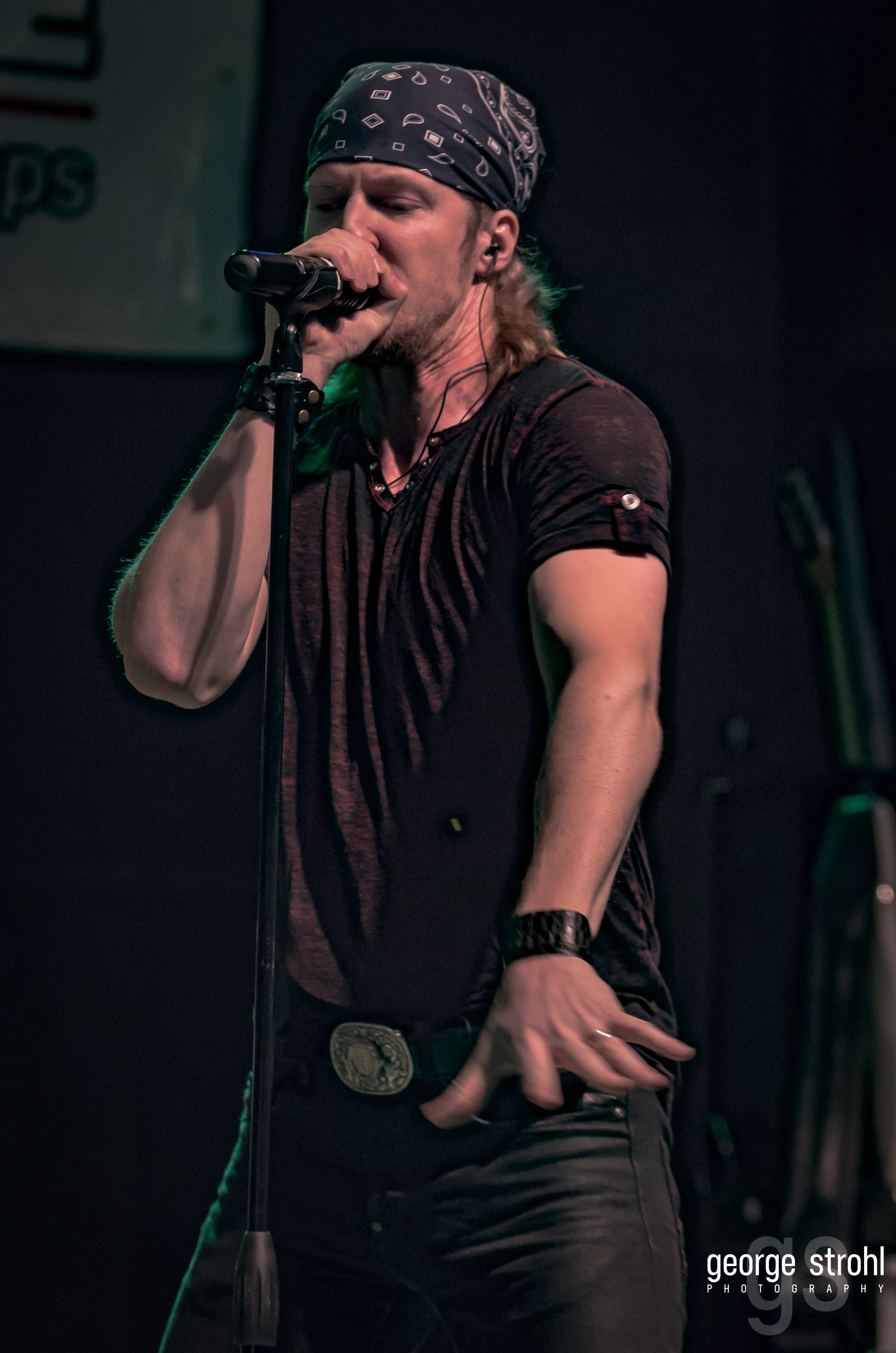
Adam Rupp 2015

Adam Rupp (* 23. April 1982 in Mankato, Minnesota; bürgerlich Adam Henry Rupp) ist einer der Begründer der Gruppe und das einzig aktive Mitglied, das seit Gründung dabei ist. Er schloss 2004 sein Musikstudium auf dem Gustavus Adolphus College mit einem Bachelor ab. Bei Home Free hat er die Rolle des Beatboxers, wobei er ebenfalls für seine Fähigkeiten mit dieser Technik bekannt ist. In den Songs, die nicht rhythmisch untermalt sind, singt er im Tenor. Außerdem hat er Erfahrung mit den Instrumenten Trompete, Schlagzeug, Keyboard und Bassgitarre.

## Veranstaltungen
Bereits vor ihrem Erfolg bei The Sing-Off tourte Home Free auf Messen, Festivals und auf Kreuzfahrtschiffen. Seit dem Gewinnen der vierten Staffel sind sie Teil der Sing-Off Tour und ihrer eigenen Crazy Life Tour (2014), Full of Cheer Tour (2014/15), Spring Tour (2015), Don’t It Feel Good Tour (2015/16), A Country Christmas Tour (2016), Timeless World Tour (2017/18) und A Country Christmas Tour (2017). Im Januar 2016 startete die Gruppe ihre erste Tour außerhalb Nordamerikas mit Auftritten in Birmingham, St Andrews und London, wobei der Auftritt in Dublin aufgrund des Wetters abgesagt werden musste. Im September 2016 hatten sie ihren ersten Auftritt in Mitteleuropa beim 2nd European Country Festival in Pertisau. Ihre Dive Bar Saints Tour begann im September 2019, wurde aber teilweise in Folge der COVID-19-Pandemie verschoben, wobei Home Free im Dezember nichtsdestotrotz ihre Dive Bar Saints Weihnachtstour durch die Vereinigten Staaten starteten.
Am 8. Oktober 2020 kündigte die Band eine Indiegogo-Kampagne an, um ein virtuelles Weihnachtskonzert mit dem Titel Warmest Winter zu finanzieren, das gleichzeitig den Release der gleichnamigen CD bzw. ihres neuen Albums markierte. Das Crowdfunding-Ziel wurde schon nach neun Stunden erreicht und es wurden weitere Ziele für die weitere Finanzierung hinzugefügt. Das im Vorhinein gefilmte Konzert wurde vom zweiten bis zum fünften Dezember gestreamt und beinhaltete Gastauftritte von unter anderem Alabama und The Oak Ridge Boys.

## Diskografie
Studioalben

| Jahr | Titel                     | Höchstplatzierung, Gesamtwochen, AuszeichnungChartplatzierungen (Jahr, Titel, Platzierungen, Wochen, Auszeichnungen, Anmerkungen) | Höchstplatzierung, Gesamtwochen, AuszeichnungChartplatzierungen (Jahr, Titel, Platzierungen, Wochen, Auszeichnungen, Anmerkungen) | Anmerkungen                              |
| Jahr | Titel                     | US | Country | Anmerkungen                              |
| ---- | ------------------------- | --- | --- | ---------------------------------------- |
| 2007 | From The Top              | — | — | Erstveröffentlichung: 15. Juni 2007      |
| 2009 | Kickin It Old School      | — | — | Erstveröffentlichung: 2009               |
| 2012 | Live from the Road        | — | — | Erstveröffentlichung: 17. Juli 2012      |
| 2014 | Crazy Life                | US40 (4 Wo.)US | Country8 (29 Wo.)Country | Erstveröffentlichung: 13. Januar 2014    |
| 2014 | Full of Cheer             | US65 (6 Wo.)US | Country12 (9 Wo.)Country | Erstveröffentlichung: 27. Oktober 2014   |
| 2015 | Country Evolution         | US46 (1 Wo.)US | Country4 (16 Wo.)Country | Erstveröffentlichung: 18. September 2015 |
| 2016 | Full of (Even More) Cheer | US36 (2 Wo.)US | Country2 (7 Wo.)Country | Erstveröffentlichung: 11. November 2016  |
| 2017 | Timeless                  | US28 (1 Wo.)US | Country3 (1 Wo.)Country | Erstveröffentlichung: 22. September 2017 |
| 2019 | Dive Bar Saints           | US44 (1 Wo.)US | Country4 (1 Wo.)Country | Erstveröffentlichung: 6. September 2019  |
| 2020 | Warmest Winter            | — | Country37 (1 Wo.)Country | Erstveröffentlichung: 6. November 2020   |
| 2021 | Land of the Free          | — | Country40 (1 Wo.)Country | Erstveröffentlichung: 25. Juni 2021      |
| 2022 | So Long Dixie             | US132 (1 Wo.)US | Country17 (1 Wo.)Country | Erstveröffentlichung: 4. November 2022   |